# Nokia 1
Nokia 1 là điện thoại thông minh chạy hệ điều hành Android Go, phát triển bởi HMD Global, ra mắt tại Mobile World Congress 2018, ở Barcelona, Tây Ban Nha vào ngày 25 tháng 2 năm 2018. Thiết bị này cùng với Nokia 8 Sirocco, đã hoàn thành dòng sản phẩm các thiết bị Android mang thương hiệu Nokia. Thiết bị này mang đến các bộ nắp lưng có thể tháo rời được gọi là Xpress-on, một thương hiệu xuất hiện lần đầu trên Nokia 5110.
sản xuất của nó bị dừng vào ngày 28 tháng 10 năm 2019.

## Thông số kỹ thuật

### Phần cứng
Nokia 1 có một màn hình 4.5 inch, bộ xử lý Cortex-A53 Mediatek MT6737M 4 nhân, RAM 1 GB và bộ nhớ trong 8 GB có thể mở rộng bằng thẻ nhớ microSD lên tới 128 GB. Chiếc điện thoại này có pin Li-Ion 2150 mAh, camera sau 5 MP và camera phía trước 2 MP. Nó có sẵn các phiên bản màu đỏ ấm và màu xanh đậm.

### Phần mềm
Nokia 1 sử dụng hệ điều hành Android 8.1 Oreo (Android Go).